# Voilà!
Voilà! — третий студийный альбом итальянской певицы In-Grid, выпущенный в 2005 году на лейбле ZYX Music. Особенность альбома заключается в том, что все песни на французском языке были переведены и исполнены на английском языке; английская версия альбома также была выпущена, там присутствуют четыре дополнительных трека.

## Список композиций
| №   | Название          | Автор(ы)                                                                   | Длительность |
| --- | ----------------- | -------------------------------------------------------------------------- | ------------ |
| 1.  | «Mama mia»        | Марко Сончини, Мария Карла Хаусманн, Санни Карлсон, Ингрид Альберини       | 3:40         |
| 2.  | «Le coquin»       | Ченнинг Бэнкс, Ингрид Альберини, Алессандро Маньяни                        | 3:28         |
| 3.  | «Dans tes yeux»   | Эннерли Гордон, Санни Карлсон, Марко Сончини                               | 3:39         |
| 4.  | «Click clock»     | Ченнинг Бэнкс, Ингрид Альберини, Марко Рапини, Марко Сончини               | 3:43         |
| 5.  | «L’amoureuse»     | Елена Бьянки, Санни Карлсон, Джузеппе Исгро                                | 3:46         |
| 6.  | «Oui»             | Ченнинг Бэнкс, Игорь Фавретто                                              | 3:06         |
| 7.  | «Jamais eu»       | Санни Карлсон, Марко Сончини                                               | 3:11         |
| 8.  | «A poings fermès» | Ченнинг Бэнкс, Ингрид Альберини, Джузеппе Исгро                            | 3:04         |
| 9.  | «Où est ma vie ?» | Санни Карлсон, Марко Сончини                                               | 3:35         |
| 10. | «Encore une fois» | Санни Карлсон, Марко Сончини                                               | 3:07         |
| 11. | «C’est pour toi»  | Даниэла Галли, Ингрид Альберини, Ивана Спанья, Марко Рапини, Марко Сончини | 3:38         |

| №   | Название                | Длительность |
| --- | ----------------------- | ------------ |
| 1.  | «Mama Mia»              | 3:40         |
| 2.  | «Karma Fields»          | 3:31         |
| 3.  | «Poison In Your Mind»   | 3:41         |
| 4.  | «Tic Toc»               | 3:45         |
| 5.  | «One More Time»         | 3:10         |
| 6.  | «Raining In Your Heart» | 3:48         |
| 7.  | «The Slave»             | 3:05         |
| 8.  | «I Was Happy»           | 3:12         |
| 9.  | «If»                    | 3:06         |
| 10. | «Love Out of Time»      | 4:07         |
| 11. | «Say You're Mine»       | 3:37         |
| 12. | «You Kissed Me»         | 3:09         |
| 13. | «Really Really Wanna»   | 3:41         |
| 14. | «Every Night»           | 4:32         |
| 15. | «Come Back Home»        | 3:38         |

## Сертификации и продажи
| Регион | Сертификация | Продажи |
| --- | ------------ | ------- |
| Россия (NFPF) | Платиновый   | 20 000* |
| * Данные о продажах приведены только на основе сертификации. ^ Данные о тиражах приведены только на основе сертификации. |              |         |